# 岡江晃
岡江 晃（おかえ あきら　1946年 - 2013年10月28日）は、日本の精神科医。

## 概要
高知県出身。
京都大学医学部卒業。
1972年より京都府立洛南病院で勤務する。
1998年より京都府立洛南病院副院長。
2003年から2011年まで京都府立洛南病院院長。
2013年10月28日、へんとう腺がんで死去。
大学卒業よりずっと同じ病院で勤務して、犯罪者や薬物依存症の患者を多く診てきた。

### 附属池田小事件
附属池田小事件の犯人の精神科医を行った。犯人とは17回面接した。裁判の争点であった責任能力の有無で、責任能力はあったと結論付けた。情緒障害で被害妄想があったが、意識障害も精神病も全く無かったと鑑定した。重度の統合失調症と鑑定すれば死刑にできなくなり世間が納得しないため、致し方なく情緒障害にしていた。大阪姉妹殺害事件の犯人も担当したのだが、これと比べて社会に不満があるなどと分かりやすかった。